# 防府市
防府市（ほうふし）は、山口県の中南部にある市。瀬戸内海の周防灘に面している。

## 概要

防府市中心部周辺の空中写真。
2010年4月25日撮影の18枚を合成作成。。

山口県の瀬戸内側の中央部、県内で最大の防府平野を持ち、一級河川佐波川の河口に位置する都市である。
防府市は西国街道に沿っており、東の周南市、西の（旧）小郡町（現：山口市東部。山陽新幹線 新山口駅〈旧：小郡駅〉付近）とは、西国街道の後身であるJR山陽本線ならびに国道2号で繋がっている。
防府市は、山口市中心部（現：山口市西部。JR山口線 山口駅付近、湯田温泉）とは国道262号で繋がっている。
防府市は、山口市の西の宇部市とは山陽自動車道で繋がっている。山口宇部空港とは、JR山陽本線（防府駅→新山口駅）と高速バス（新山口駅→山口宇部空港）で行き来できる。
商圏については山口市南部・旧秋穂町・旧徳地町・周南市西部が防府市の商圏と重複している。
気候は盆地の山口市とは全く異なり、周南市など瀬戸内沿岸地域に近い。テレビのチャンネルは本局の送信所のある大平山からの電波を受信するため、山口市や周南市の一部チャンネルとほぼ同一設定である。
現在は大型店舗の進出が相次ぐために、旧来からの商店街や門前町は衰退しており、商業都市よりも産業・工業都市の性格が強い。2015年NHK大河ドラマ『花燃ゆ』は、主人公・杉文（楫取美和子）が現在の防府市内で晩年を過ごしたことにより、ルルサス防府内に大河ドラマ館が期間限定（2015年1月11日-2016年1月11日）で設置されるなど、観光振興策をとるようになった。
かつては三田尻（みたじり）、中関（なかのせき）、宮市（みやいち）と呼ばれることもあった。奈良時代以後周防国の国府が置かれた都市（国府、府中）であり、現在の都市名も周防国の国府に因む。国衙（こくが）など律令時代の遺跡や地名も多い。

## 地理

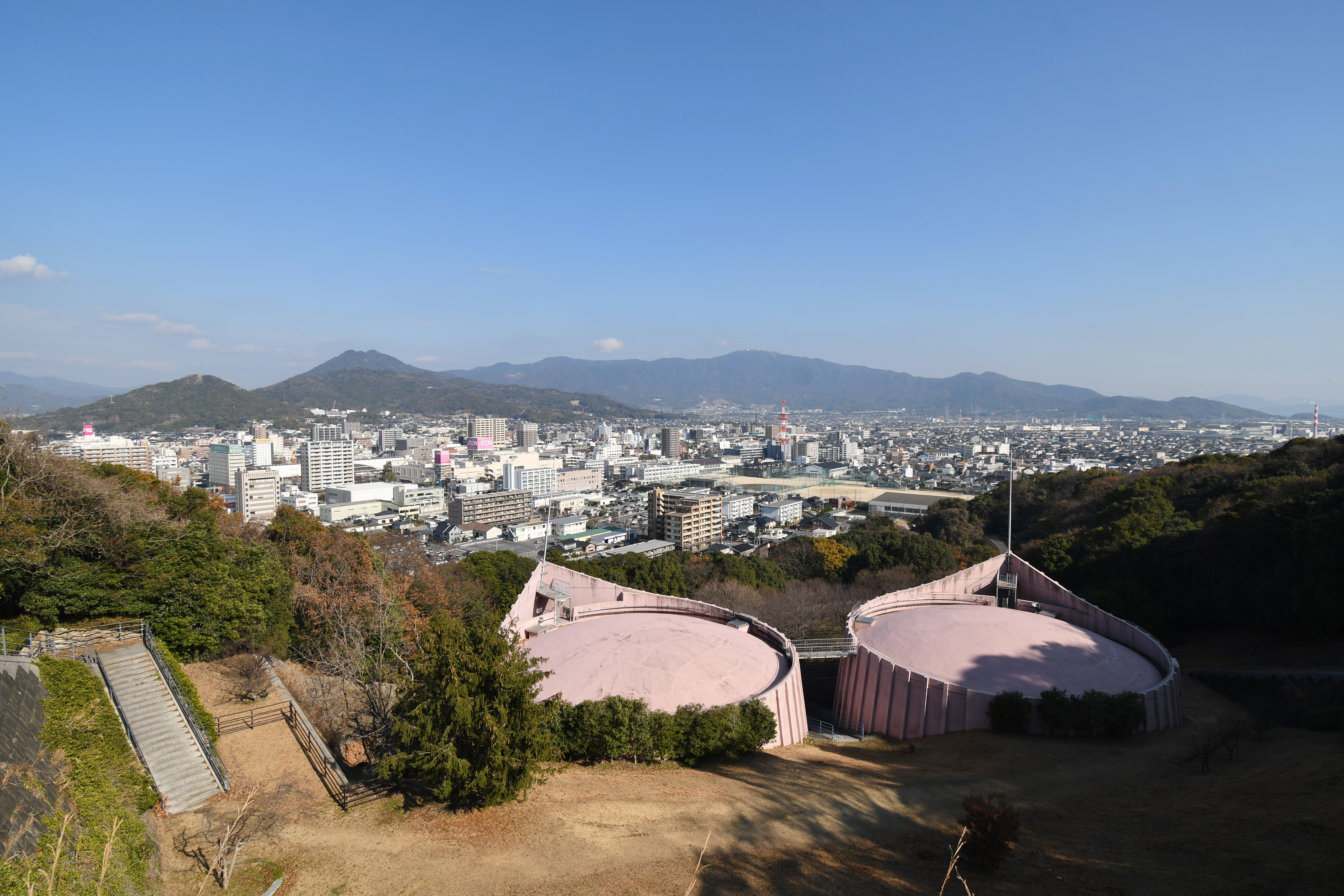
桑山から望む防府市街

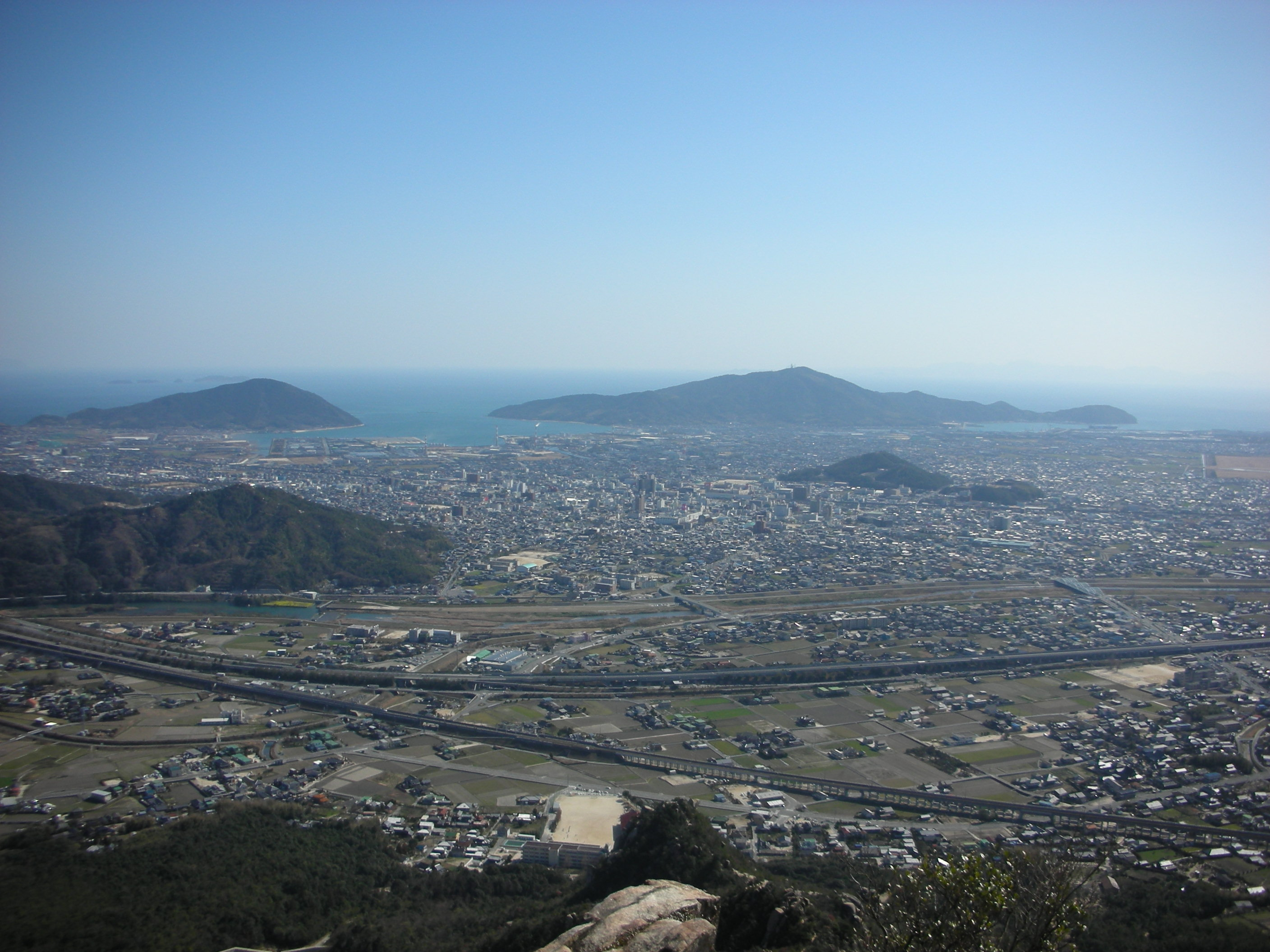
右田ヶ岳からみた防府市

山口県のほぼ中央に位置し、南を瀬戸内海に面する。市の北西から瀬戸内海に向かって一級水系佐波川（さばがわ）が流れ、山口県では数少ない、河口付近に開けた平野部に都市が成り立っている。さらに沖合側はかつての塩田の跡が干拓されて平野部を形成している。
東を周南市に、西・北を山口市に接する。瀬戸内海には佐波島、向島、野島、平島、沖島の5島が市に属している。
市の東西にそれぞれ新幹線停車駅があり、県庁所在地である山口市、山口宇部空港を有する宇部市、コンビナートの周南市の3都市に囲まれた中心部に位置するためアクセス性に富む。
新幹線のぞみ号の一部が新山口駅と徳山駅に分かれて停車するが、市の中心駅である防府駅はその中間にあるので、新山口停車ののぞみ号と徳山駅停車ののぞみ号を合わせるとかなりの本数ののぞみ号の利用が可能である。

### 地名
1936年、4町村の合併により発足。合併前の各町村の15大字が継承された。その後、1939年から1955年にかけて5村を編入し16大字を加えため、合計で31大字となった。ただし、その後住居表示実施により旧防府町の3大字が消滅したため、現在は28大字が残る。
- 三田尻町（旧防府町）
- 三田尻村（旧防府町）
- 新田（旧防府町）
- 野島（旧防府町）
- 宮市（旧防府町）
- 西佐波令（旧防府町）
- 東佐波令（旧防府町）
- 向島（旧中関町）
- 浜方（旧中関町）
- 田島（旧中関町）
- 牟礼（旧牟礼村）
- 江泊（旧牟礼村）
- 植松（旧仁井令村）
- 仁井令（旧仁井令村）
- 伊佐江（旧仁井令村）
- 西浦（旧西浦村。編入時に大字設置）
- 上右田（旧右田村）
- 下右田（旧右田村）
- 高井（旧右田村）
- 大崎（旧右田村）
- 佐野（旧右田村）
- 富海（旧富海村。編入時に大字設置）
- 奥畑（旧小野村）
- 久兼（旧小野村）
- 和字（旧小野村）
- 真尾（旧小野村）
- 鈴屋（旧小野村）
- 奈美（旧小野村）
- 中山（旧小野村）
- 切畑（旧大道村）
- 台道（旧大道村）

1965年より住居表示を実施している。
- 戎町1丁目～2丁目（1965年、三田尻村・西佐波令）
- 八王子1丁目～2丁目（1965年、三田尻村・西佐波令）
- 本橋町（1965年、西佐波令）
- 今市町（1965年、西佐波令）
- 平和町（1965年、西佐波令）
- 佐波1丁目～2丁目（1965年、西佐波令・仁井令）
- 千日1丁目～2丁目（1965年、西佐波令）
- 新橋町（1965年、西佐波令）
- 寿町（1965年、西佐波令・仁井令）
- 国分寺町（1967年、東佐波令）
- 惣社町（1967年、東佐波令）
- 多々良1丁目～2丁目（1967年、東佐波令）
- 国衙1丁目～5丁目（1967年、東佐波令）
- 美和町（1967年、東佐波令）
- 緑町1丁目～2丁目（1967年、東佐波令）
- 南松崎町（1967年、東佐波令）
- 東松崎町（1967年、東佐波令・宮市）
- 松崎町（1967年、東佐波令・宮市）
- 迫戸町（1967年、西佐波令・宮市）
- 宮市町（1967年、宮市）
- 上天神町（1967年、東佐波令・西佐波令・宮市）
- 天神1丁目～2丁目（1967年、東佐波令・西佐波令・三田尻村）
- 栄町1丁目～2丁目（1967年、西佐波令・三田尻村）
- 駅南町（1968年、三田尻村）
- 中央町（1968年、三田尻村）
- 岡村町（1968年、三田尻村）
- 松原町（1968年、三田尻村）
- 桑山1丁目～2丁目（1968年、三田尻村・仁井令）
- 車塚町（1968年、三田尻村）
- 鋳物師町（1968年、三田尻村・東佐波令）
- 東三田尻1丁目～2丁目（1968年、三田尻町・三田尻村・東佐波令）
- 三田尻1丁目～3丁目（1968年、三田尻町・三田尻村・新田）
- 協和町（1968年、三田尻村・新田）
- 華浦1丁目～2丁目（1968年、三田尻町・三田尻村・東佐波令）
- 自力町（1968年、三田尻村）
- 三田尻本町（1968年、三田尻町・三田尻村）
- お茶屋町（1968年、三田尻町・三田尻村）
- 警固町1丁目～2丁目（1968年、東佐波令）
- 勝間1丁目～3丁目（1968年、東佐波令）
- 鐘紡町（1968年、東佐波令）
- 石が口1丁目～3丁目（1丁目は1968年、2丁目以降は1989年。三田尻村）
- 新築地町（1983年、埋立。※住居表示未実施）
- 鞠生町（1989年、三田尻村）
- 桑南1丁目～2丁目（1989年、三田尻村・仁井令）
- 新田1丁目（1989年、三田尻村・新田）
- 高倉1丁目～2丁目（1990年、西佐波令・仁井令）
- 泉町（1990年、西佐波令）
- 開出（1990年、西佐波令・仁井令）
- 中泉町（1990年、西佐波令・仁井令）
- 古祖原（1990年、西佐波令）
- 仁井令町（1994年、仁井令）
- 清水町（1994年、仁井令）
- 東仁井令町（1994年、仁井令）
- 華園町（1994年、仁井令・伊佐江）
- 伊佐江町（1994年、仁井令・伊佐江）
- 開出本町（1995年、仁井令）
- 開出西町（1995年、仁井令・植松）
- 華城中央1丁目～2丁目（1995年、仁井令・植松）
- 西仁井令1丁目～2丁目（1995年、仁井令・植松・伊佐江）
- 酢貝（1996年、牟礼）
- 牟礼柳（1996年、牟礼）
- 岸津1丁目～2丁目（1996年、牟礼）
- 牟礼今宿1丁目～2丁目（1996年、牟礼）
- 沖今宿1丁目～2丁目（1996年、牟礼・江泊）
- 岩畠1丁目～3丁目（1丁目は1996年、2丁目以降は1997年。牟礼）
- 中西（1997年、牟礼）
- 敷山町（1997年、牟礼）
- 自由ケ丘1丁目～4丁目（2004年、大崎）

### 気候
| 防府（1991年 - 2020年）の気候      | 防府（1991年 - 2020年）の気候 | 防府（1991年 - 2020年）の気候 | 防府（1991年 - 2020年）の気候 | 防府（1991年 - 2020年）の気候 | 防府（1991年 - 2020年）の気候 | 防府（1991年 - 2020年）の気候 | 防府（1991年 - 2020年）の気候 | 防府（1991年 - 2020年）の気候 | 防府（1991年 - 2020年）の気候 | 防府（1991年 - 2020年）の気候 | 防府（1991年 - 2020年）の気候 | 防府（1991年 - 2020年）の気候 | 防府（1991年 - 2020年）の気候 |
| 月                                 | 1月                           | 2月                           | 3月                           | 4月                           | 5月                           | 6月                           | 7月                           | 8月                           | 9月                           | 10月                          | 11月                          | 12月                          | 年                            |
| ---------------------------------- | ----------------------------- | ----------------------------- | ----------------------------- | ----------------------------- | ----------------------------- | ----------------------------- | ----------------------------- | ----------------------------- | ----------------------------- | ----------------------------- | ----------------------------- | ----------------------------- | ----------------------------- |
| 最高気温記録 °C （°F）             | 18.8 (65.8)                   | 21.4 (70.5)                   | 26.1 (79)                     | 28.7 (83.7)                   | 31.8 (89.2)                   | 32.9 (91.2)                   | 37.4 (99.3)                   | 37.7 (99.9)                   | 36.9 (98.4)                   | 31.7 (89.1)                   | 26.5 (79.7)                   | 23.9 (75)                     | 37.7 (99.9)                   |
| 平均最高気温 °C （°F）             | 9.7 (49.5)                    | 10.7 (51.3)                   | 14.2 (57.6)                   | 19.4 (66.9)                   | 24.0 (75.2)                   | 26.7 (80.1)                   | 30.4 (86.7)                   | 31.8 (89.2)                   | 28.5 (83.3)                   | 23.5 (74.3)                   | 17.7 (63.9)                   | 12.1 (53.8)                   | 20.7 (69.3)                   |
| 日平均気温 °C （°F）               | 5.0 (41)                      | 5.9 (42.6)                    | 9.1 (48.4)                    | 14.0 (57.2)                   | 18.8 (65.8)                   | 22.4 (72.3)                   | 26.3 (79.3)                   | 27.5 (81.5)                   | 23.9 (75)                     | 18.2 (64.8)                   | 12.5 (54.5)                   | 7.2 (45)                      | 15.9 (60.6)                   |
| 平均最低気温 °C （°F）             | 0.7 (33.3)                    | 1.3 (34.3)                    | 4.0 (39.2)                    | 8.7 (47.7)                    | 13.7 (56.7)                   | 18.8 (65.8)                   | 23.1 (73.6)                   | 24.0 (75.2)                   | 20.0 (68)                     | 13.5 (56.3)                   | 7.6 (45.7)                    | 2.7 (36.9)                    | 11.5 (52.7)                   |
| 最低気温記録 °C （°F）             | −8.1 (17.4)                   | −7.2 (19)                     | −5.0 (23)                     | −0.4 (31.3)                   | 3.6 (38.5)                    | 9.6 (49.3)                    | 16.2 (61.2)                   | 17.1 (62.8)                   | 8.5 (47.3)                    | 1.8 (35.2)                    | −0.9 (30.4)                   | −6.0 (21.2)                   | −8.1 (17.4)                   |
| 降水量 mm （inch）                 | 55.6 (2.189)                  | 68.9 (2.713)                  | 119.3 (4.697)                 | 142.8 (5.622)                 | 184.1 (7.248)                 | 241.8 (9.52)                  | 315.7 (12.429)                | 147.7 (5.815)                 | 159.6 (6.283)                 | 88.4 (3.48)                   | 75.1 (2.957)                  | 54.9 (2.161)                  | 1,653.7 (65.106)              |
| 平均降水日数 （≥1.0 mm）           | 8.4                           | 8.7                           | 10.2                          | 9.7                           | 8.9                           | 11.7                          | 10.8                          | 8.0                           | 9.0                           | 6.0                           | 7.6                           | 8.6                           | 107.6                         |
| 平均月間日照時間                   | 139.4                         | 143.5                         | 174.5                         | 190.8                         | 209.5                         | 148.6                         | 173.9                         | 212.7                         | 172.1                         | 182.2                         | 154.6                         | 143.6                         | 2,045.4                       |
| 出典1：Japan Meteorological Agency |                               |                               |                               |                               |                               |                               |                               |                               |                               |                               |                               |                               |                               |
| 出典2：気象庁                      |                               |                               |                               |                               |                               |                               |                               |                               |                               |                               |                               |                               |                               |

## 人口
産業が堅調だったこともあり1995年には11万8803人とピークを迎えるが、以降横ばいもしくは逓減傾向にある。2021年の人口は約11万4000人。今後も人口減が予想されているが、防府市は県内の中でも人口減少が最も緩やかな都市の1つで、国立社会保障・人口問題研究所による推計値では、2045年の人口を10万1202人と予想している
| |                                        |  |
| 防府市と全国の年齢別人口分布（2005年） | 防府市の年齢・男女別人口分布（2005年） |  |
| ■紫色 ― 防府市 ■緑色 ― 日本全国 | ■青色 ― 男性 ■赤色 ― 女性              |  |
| 防府市（に相当する地域）の人口の推移 \| 1970年（昭和45年） \| 97,009人 \| \| \| 1975年（昭和50年） \| 105,540人 \| \| \| 1980年（昭和55年） \| 111,468人 \| \| \| 1985年（昭和60年） \| 118,067人 \| \| \| 1990年（平成2年） \| 117,634人 \| \| \| 1995年（平成7年） \| 118,803人 \| \| \| 2000年（平成12年） \| 117,724人 \| \| \| 2005年（平成17年） \| 116,818人 \| \| \| 2010年（平成22年） \| 116,611人 \| \| \| 2015年（平成27年） \| 115,942人 \| \| \| 2020年（令和2年） \| 113,979人 \| \| |                                        |  |
| 総務省統計局 国勢調査より |                                        |  |
| 1970年（昭和45年） | 97,009人                               |  |
| 1975年（昭和50年） | 105,540人                              |  |
| 1980年（昭和55年） | 111,468人                              |  |
| 1985年（昭和60年） | 118,067人                              |  |
| 1990年（平成2年） | 117,634人                              |  |
| 1995年（平成7年） | 118,803人                              |  |
| 2000年（平成12年） | 117,724人                              |  |
| 2005年（平成17年） | 116,818人                              |  |
| 2010年（平成22年） | 116,611人                              |  |
| 2015年（平成27年） | 115,942人                              |  |
| 2020年（令和2年） | 113,979人                              |  |

## 歴史

### 古代
- 縄文時代 - 台が原遺跡、奥正権寺遺跡などで生活の跡が見られる。
- 弥生時代 - 下右田遺跡、井上山遺跡などに高地性集落の跡が見られる。
- 古墳時代 - 桑山塔ノ尾古墳、車塚古墳、天神山古墳、片山古墳が造られる。このころ玉祖神社が作られたと見られる。
- 飛鳥時代 - 来目皇子（聖徳太子の弟）が亡くなり、周防娑婆で殯を行う。との記事が『日本書紀』に見られる。

### 中世
- 奈良時代 - 周防国の国府や国分寺が設置される。以来、周防の国の中心都市として発展することになる。
- 平安時代 - 菅原道真が大宰府に左遷される途中で、防府の地に立ち寄ったと伝えられる。菅原道真の没後に松崎天神（現在の防府天満宮）が作られる。鳥居前町として宮市が形成。また、後白河法皇の祈願所として、東大寺別院阿弥陀寺が創建される。
- 平安時代 - 清原元輔が周防守として赴任。元輔の子である清少納言も同行したと見られる。枕草子に舟旅の記憶と思われる文がある。

### 近世
- 鎌倉時代 - 末期、大内氏の庶流・右田氏が右田ヶ岳山頂に右田ヶ岳城を築城、代々在城した。
- 江戸時代 - 毛利輝元、国司元蔵への手紙の中で、桑山は地理的には築城に良いが砂山であり、石垣の施工に困難なので他に土地を選びたい旨を伝え、萩に築城する。水軍の本拠地である御舟倉を下松から三田尻に移す。
- 幕末 - 長州藩が防府に臨時の政庁を構えたことがあった。

### 近代
- 1889年（明治22年）4月1日 - 現在の防府市域にあたる佐波郡佐波村・三田尻村・牟礼村・中関村・華城村・西浦村・右田村・富海村・小野村と吉敷郡大道村が発足。
- 1898年（明治31年） - 山陽鉄道（現・山陽本線）徳山駅 - 三田尻駅間が開通する。
- 1909年（明治42年） - 日本専売公社防府製塩試験場が設置される。
- 1902年（明治35年）1月1日 - 佐波村と三田尻村が合併（新設合併）し、防府町となる。
- 1919年（大正8年） - 向島製塩工場（現：JT防府工場）が設置される。防石鉄道の三田尻駅～上和字駅間が開通する。
- 1926年（大正15年）11月1日 - 中関村が町制施行。中関町となる。
- 1933年（昭和8年） - 福島人絹防府工場（現：協和発酵バイオ山口事業所）が設置される。
- 1935年（昭和10年）5月 - 鐘淵紡績（当時の日本を代表する企業。後にカネボウ）防府工場（レーヨン）が操業開始[4]。

### 市制施行後
- 1936年（昭和11年）8月25日 - 防府町・中関町・華城村・牟礼村が合併（新設合併）し、同時に市制施行、防府市となる。
- 1939年（昭和14年）11月3日 - 西浦村を編入。
- 1941年（昭和16年）4月 - 防府市立三哲文庫（現・防府市立防府図書館）が創設。NHK防府放送局が開局、放送を開始。
- 1944年（昭和19年）4月 - 陸軍飛行場開設（現・航空自衛隊防府北基地）。
- 1946年（昭和21年）2月 - イギリス連邦占領軍が防府飛行場に進駐。
- 1947年（昭和22年）
  - 12月 - カンタス航空のダグラスC-54が、防府飛行場に初の国際便（シドニー発ダーウィン、マニラ経由）を就航。
  - 12月4日 - 昭和天皇の戦後巡幸。防府商業学校グラウンドで奉迎が行われた[5]。
- 1948年（昭和23年）10月 - 野島 - 三田尻間の野島連絡船が就航する。
- 1951年（昭和26年）4月1日 - 右田村を編入。
- 1952年（昭和27年）4月 - 防府天満宮が失火により全焼。
- 1954年（昭和29年）4月1日 - 富海村を編入。
- 1955年（昭和30年）4月10日 - 佐波郡小野村・吉敷郡大道村を編入。
- 1956年（昭和31年）
  - 4月5日 - 矢筈ヶ岳で全国植樹式が行われた。昭和天皇と香淳皇后が行幸啓[6]。
  - 4月 - 佐波川ダムが完成、供用開始。
  - 10月 - 鐘淵紡績防府工場（レーヨン）の増設工事が完了し、世界有数のレーヨン工場（日産157トン）となった[4]。
- 1959年（昭和34年）3月 - 大平山ロープウェイが開設。
- 1960年（昭和35年）
  - 3月 - 山口大学教育学部防府分校及び付属中学校が山口に統合のため廃止（跡地には桑山中学校の運動場がある）。
  - 10月 - 防府市公会堂が竣工。
- 1962年（昭和37年）
  - 2月23日 - 市内の山林に東西航空のデ・ハビランド DH.114 ヘロン機が墜落。乗員3人が死亡[7]。
  - 3月 - NHK防府放送局が山口市に移転。
- 1963年（昭和38年）
  - 8月 - 東亜航空（後の東亜国内航空）が航空路線（防府 - 広島間）を開設する（翌1964年に無期限運休が決定された）。
  - 防府天満宮のすべての建物の再建が完了。
- 1964年（昭和39年）6月 - 防石鉄道が鉄道運輸営業（防府駅 - 堀駅間）を廃止。
  - 8月 - 鐘淵紡績防府工場（ナイロン）が操業開始[8]。
- 1967年（昭和42年）9月18日 - 西目山で山林火災。山口市方面へ数日間にわたり400ha以上延焼。9月20日までに両市の89世帯が避難[9]。
- 1970年（昭和45年）12月 - 第1回防府読売マラソンが開催。
- 1974年（昭和49年）3月 - 防府スポーツセンター体育館が完成（ - 1975年までにプール、野球場が完成）。
- 1977年（昭和52年）3月 - ブリヂストン防府工場が操業開始。
- 1981年（昭和56年）7月 - 三哲文庫が桑山に移転し、防府市立防府図書館として開業。
- 1982年（昭和57年）4月 - ニチイ・ぱる防府店（現：イオン防府店）が開業。東洋工業防府工場（西浦地区自動車組立工場）（現：マツダ防府工場）が操業開始。
- 1987年（昭和62年）9月 - 防府駅付近連続立体交差事業が着工。
- 1990年（平成2年）9月 - 防府市陸上競技場が完成。
- 1994年（平成6年）5月 - 鉄道高架が全線開通に伴い防府駅が高架駅舎となる。
- 1996年（平成8年）2月 - 防府駅付近連続立体交差事業が竣工。
- 1998年（平成10年）
  - 4月 - 防府市青少年科学館ソラール竣工。
  - 10月 - 防府市地域交流センターアスピラート竣工。
- 2006年（平成18年）
  - 7月 - ルルサス防府（防府駅北東街区市街地再開発ビル）が竣工、開業。
  - 11月 - 防府市立防府図書館がルルサス防府内に移転、開業。
- 2008年（平成20年）3月 - イオンタウン防府ショッピングセンターが開業。
- 2009年（平成21年）7月 - 平成21年7月中国・九州北部豪雨災害が発生。
- 2010年（平成22年）
  - 4月 - 防府市まちの駅うめてらすが開業。
  - 5月 - 防府市新体育館（ソルトアリーナ防府）が完成し、供用開始。

### 地名の由来
- 防府（ほうふ、周防国）：周防府中の略。(「国府」より)
- 国衙（こくが、周防国）：防府市。(「国府」より)

## 行政
市広報『情報 ほうふ』および『お知らせ ほうふ』が自治会を通じて配布されており、市公式サイト上での配布も行われている。

### 市長
- 池田豊（2018年6月21日就任、2期目[11]）

| 代 | 氏名       | 就任日                     | 退任日                    | 備考 |
| -- | ---------- | -------------------------- | ------------------------- | ---- |
| 1  | 武光一     | 1936年（昭和11年）12月3日  | 1937年（昭和12年）12月3日 |      |
| 2  | 浮田茂太郎 | 1938年（昭和13年）3月5日   | 1940年（昭和15年）6月14日 |      |
| 3  | 山本芳輔   | 1940年（昭和15年）7月18日  | 1944年（昭和19年）7月17日 |      |
| 4  | 村田信乃   | 1944年（昭和19年）7月23日  | 1945年（昭和20年）11月7日 |      |
| 5  | 森川親友   | 1945年（昭和20年）12月10日 | 1947年（昭和22年）2月3日  |      |

| 代 | 氏名     | 就任日                     | 退任日                     | 備考 |
| -- | -------- | -------------------------- | -------------------------- | ---- |
| 6  | 宮地良三 | 1947年（昭和22年）4月16日  | 1951年（昭和26年）4月15日  |      |
| 7  | 中司菊治 | 1951年（昭和26年）5月12日  | 1952年（昭和27年）11月10日 |      |
| 8  | 長嶋紀一 | 1952年（昭和27年）11月27日 | 1960年（昭和35年）11月26日 |      |
| 9  | 高安彦   | 1960年（昭和35年）11月27日 | 1964年（昭和39年）11月26日 |      |
| 10 | 秋本武   | 1964年（昭和39年）11月27日 | 1968年（昭和43年）11月26日 |      |
| 11 | 鈴木覚   | 1968年（昭和43年）11月27日 | 1980年（昭和55年）11月26日 |      |
| 12 | 原田孝三 | 1980年（昭和55年）11月27日 | 1988年（昭和63年）11月26日 |      |
| 13 | 吉井惇一 | 1988年（昭和63年）11月27日 | 1998年（平成10年）5月18日  |      |
| 14 | 松浦正人 | 1998年（平成10年）6月21日  | 2018年（平成30年）6月20日  |      |
| 15 | 池田豊   | 2018年（平成30年）6月21日  | 現職                       |      |

### その他行政機関
国の機関
- 防府簡易裁判所
- 財務省門司税関徳山税関支署防府出張所
- 国土交通省中国地方整備局山口河川国道事務所
- 防衛省航空自衛隊防府北基地、陸上自衛隊防府分屯地
- 防衛省航空自衛隊防府南基地

県の機関
- 山口県防府総合庁舎
  - 山口県税事務所収納課、山口健康福祉センター防府支所、防府土木建築事務所、防府水産事務所などがある。

### 警察
- 防府警察署
- 山口県警察交通機動隊

### 消防
- 防府市消防本部 - 本署のほか3出張所と1分署からなる

## 議会

### 市議会
- 定数：25人[13]
- 任期：2020年11月27日 - 2024年11月26日
- 議長：上田和夫
- 副議長：藤村こずえ

### 県議会
- 選挙区：防府市選挙区
- 定数：4人
- 投票日：2019年4月7日
- 当日有権者数：95,233人
- 投票率：47.03％

| 候補者名 | 当落 | 年齢 | 所属党派   | 新旧別 | 得票数   |
| -------- | ---- | ---- | ---------- | ------ | -------- |
| 島田教明 | 当   | 64   | 自由民主党 | 現     | 12,134票 |
| 石丸典子 | 当   | 60   | 公明党     | 現     | 9,198票  |
| 井上剛   | 当   | 56   | 無所属     | 現     | 9,032票  |
| 松浦多紋 | 当   | 47   | 無所属     | 現     | 7,945票  |
| 渋谷正   | 落   | 71   | 自由民主党 | 元     | 5,940票  |

### 衆議院
- 選挙区：山口1区（山口市の一部、防府市、周南市の一部）
- 任期：2021年10月31日 - 2025年10月30日
- 当日有権者数：356,209人
- 投票率：48.50％

| 当落 | 候補者名 | 年齢 | 所属党派   | 新旧別 | 得票数    | 重複 |
| ---- | -------- | ---- | ---------- | ------ | --------- | ---- |
| 当   | 高村正大 | 50   | 自由民主党 | 前     | 118,882票 | ○    |
|      | 大内一也 | 48   | 立憲民主党 | 新     | 50,684票  | ○    |

## 産業
古くは長州藩第7代藩主、毛利重就によって作られ、東の赤穂、西の三田尻と称されるほど製塩業で栄えた町である。昭和に入り製塩業が廃れ、塩田の跡地や臨海部には大規模工場の進出が相次ぎ、近年ではマツダ、ブリヂストンなど輸送関連工場が進出している。また市内にあったカネボウ防府工場は閉鎖され、その工場跡地にはイオンタウン防府ショッピングセンターが建設され2008年3月14日にオープンした。市内にはマツダ防府工場のほか輸送関連企業、ブリヂストン、協和発酵バイオ、東海カーボンなどがある。

### 商業
古くは防府天満宮（松崎天神）を中心とした門前町の宮市地区（山陽道と萩往還の結節点周辺）と、三田尻港・中関港を中心とした港町の三田尻地区、中関地区が栄えてきた。それらの門前町と港の中間点に防府駅（当初は三田尻駅）が設置され、天満宮と駅を結ぶ地域に中心商店街が形成された。
中心商店街には駅通り、栄町、天神町銀座、上天神町、立市、車塚、掘口などの商店街がある。北側に位置する防府天満宮が商店街から離れた防府競輪場の周囲に大規模な駐車場を設置し、南側の防府駅みなとぐち（南口）にシネマコンプレックスやボウリング場などを併設したイオン防府店（開店時はニチイ防府ショッピングデパート）が出店するなど、駅と天満宮を結ぶ人流から形成された商環境には変化が生じている。
商店街側もこうした商環境の変化に備え、1979年（昭和54年）8月に天神中央商店街の長崎屋を核店舗とした「天神再開発ビル」（店舗面積2万1911平方メートル）、防府駅北口前の山陽ジャスコを核店舗とした「防府駅前開発ビル」（地下1階地上6階、店舗面積1万7471平方メートル）、同年12月に天神町1番の丸久・丸信・エムラの3社共同による「防府商業開発ビル」（地下1階地上4階、店舗面積2万6500平方メートル）の大型店舗計画が相次いで申請されたが、商業活動調整協議会での審議によりいずれも店舗面積が6千から1万平方メートル以内に規制され、実現しなかった。
このうち防府商業開発ビルの計画地では百貨店のそごうを核店舗とする再開発事業が再度持ち上がり、1万5400平方メートルの敷地に百貨店ビル（地上7階建て、売場面積約2万平方メートル）とスーパー（地上3階建て）の2棟を建設する計画で、1985年（昭和60年）時点では1989年（昭和64年）1月初旬の開店を予定していた が、実現しなかった。
防府駅てんじんぐち（北口）地区には2004年、図書館を併設した複合商業施設・ルルサス防府が建設された。2008年3月14日にはイオンタウン防府ショッピングセンターが開業し、老舗衣料店であるエムラが商店街から本店を移転するなど郊外化の動きがある一方、山口県内他都市と比較すると公共施設や大規模小売店舗が駅の周辺に立地しており、比較的コンパクトシティ化されている。
スーパーマーケットのチェーンストアを傘下に置くリテールパートナーズ及び中核企業の丸久の創業の地であり、本社の他市内に10店舗を展開する。

#### 金融機関
山口県内唯一の信託銀行の支店があるが、現在都市銀行の支店は無い。
銀行
- 三井住友信託銀行山口防府支店（旧住友信託銀行）
- 広島銀行防府支店・山口ローンセンター
- もみじ銀行防府支店
- 山口銀行　数支店
- 西京銀行　数支店
- ゆうちょ銀行　防府郵便局等市内23局

その他金融機関
- 東山口信用金庫本店
- 萩山口信用金庫防府支店（旧：山口信金）
- 中国労働金庫防府支店
- JA防府とくぢ本所

金融・証券・保険会社
- ひろぎん証券防府支店
- ワイエム証券防府支店
- フコク生命山口支社
- 日新火災海上保険山口サービス支店
- ジブラルタ生命山口支社防府営業所

#### 商業施設

##### 中心市街地
- イオン防府店
  - イオンシネマ防府
- ルルサス防府
- ゆめタウン防府

##### 市街地郊外
- コスパ防府
- イオンタウン防府
- ハローズ防府新田モール
- スーパーセンタートライアル防府店
- ディオ防府南店（大黒天物産）
- ディオ防府東店（大黒天物産)

### 企業

#### 防府市に本社を置く主な企業
- HARADA
- 東山口信用金庫
- リテールパートナーズ
  - 丸久
  - 中央フード
- 大村印刷
- 岡虎 （蒲鉾製造）
- 杉本利兵衛本店
- トヨタL&F山口
- ブリヂストンSRC
- 王子ゴム化成
- エムラ

#### 支店・営業所を置く主な企業
- コクヨマーケティング（山口支店）
- 三浦工業（山口営業所）
- 沖電気工業（山口支店）
- 大成ロテック（山口営業所）
- エクシオグループ（山口支店）
- 寺岡精工（山口営業所）
- 川崎重工業（山口出張所）
- 熊谷組（山口営業所）
- フランスベッド（山口営業所）
- コベルコ建機西日本（山口営業所）
- フジパン（山口営業所）
- 日本オーチスエレベータ（山口出張所）
- 東洋建設（山口営業所）
- 菅公学生服（山口営業所）
- SMC（山口営業所）
- 日本道路（山口営業所）
- 山善（山口営業所）
- 杏林製薬（山口営業所）
- 三菱鉛筆中国販売（山口営業所）
- 西日本イシダ（山口営業所）

### 工業
輸送産業関連の工場が多く立地している。
防府市にある主な工場
マツダ防府工場（西浦地区・中関地区）
ブリヂストン防府工場
協和発酵バイオ山口事業所防府工場・生産技術研究所
東海カーボン防府工場
バイエルクロップサイエンス防府工場
ヒロテック防府工場
昭和パックス防府工場・西日本支店
日本ファブテック防府工場
ベルポリエステルプロダクツ
アグロカネショウ山口工場　
モルテン防府工場
デルタ工業防府工場
レンゴー防府工場
ダイキョーニシカワ西浦・鶴浜・中関工場
丸大食品防府工場
王子コンテナー防府工場
日本果実工業防府工場
南条装備工業防府工場
ワイテック防府工場
FILWEL防府工場

### 漁業
ハモ（鱧）の水揚高が多く、「天神はも」のブランドを立ち上げPRを行っている。
- 大道漁港
- 西浦漁港
- 中浦漁港
- 牟礼漁港

- 富海漁港
- 向島漁港
- 野島漁港

### 主な名産・特産品
- 天神鱧（てんじんはも）
- 鮎 - 佐波川

## 医療機関
県立総合医療センターがあるが、他には公的な総合病院はないため、2次救急は、市内の5病院での輪番体制をとっている。
3次救急
- 山口県立総合医療センター - 総合周産期母子医療センター設置

2次救急
- 桑陽病院
- 緑町三祐病院
- 三田尻病院
- 松本外科病院
- 防府胃腸病院

## 姉妹都市・提携都市
国内
- 安芸高田市（広島県） - 1971年7月16日姉妹都市提携 ※提携当時は吉田町

海外
-  春川市（大韓民国江原特別自治道） - 1991年10月29日姉妹都市提携
-  モンロー市（アメリカ合衆国ミシガン州） - 1993年5月29日姉妹都市提携

## 教育
短期大学以外の高等教育機関は存在しない。

### 短期大学
- 山口短期大学

### 高等学校
5校（県立3校、私立2校）
県立
山口県立防府高等学校
山口県立防府西高等学校
山口県立防府商工高等学校
私立
誠英高等学校（旧三田尻女子高等学校）
高川学園高等学校（旧多々良学園高等学校）

### 中学校
公立
- 富海中学校
- 国府中学校
- 桑山中学校
- 野島中学校

- 華陽中学校
- 華西中学校
- 佐波中学校
- 小野中学校

- 右田中学校
- 大道中学校
- 牟礼中学校

私立
- 高川学園中学校

### 小学校
公立
- 富海小学校
- 牟礼小学校
- 勝間小学校
- 松崎小学校
- 華浦小学校
- 新田小学校

- 野島小学校
- 向島小学校
- 中関小学校
- 西浦小学校
- 華城小学校
- 佐波小学校

- 小野小学校
- 右田小学校
- 玉祖小学校
- 大道小学校
- 牟礼南小学校

### 特別支援学校
- 山口県立防府総合支援学校

### 専修学校
- 山口県立農業大学校（山口県農林総合技術センター農業研修部）（専修学校専門課程）
- 防府看護専門学校
- YIC看護福祉専門学校
- 山口ビジネス学院
- 防府文化家政専門学校

## 交通
最寄りの空港は山口宇部空港である。

### 鉄道
- 西日本旅客鉄道（JR西日本）

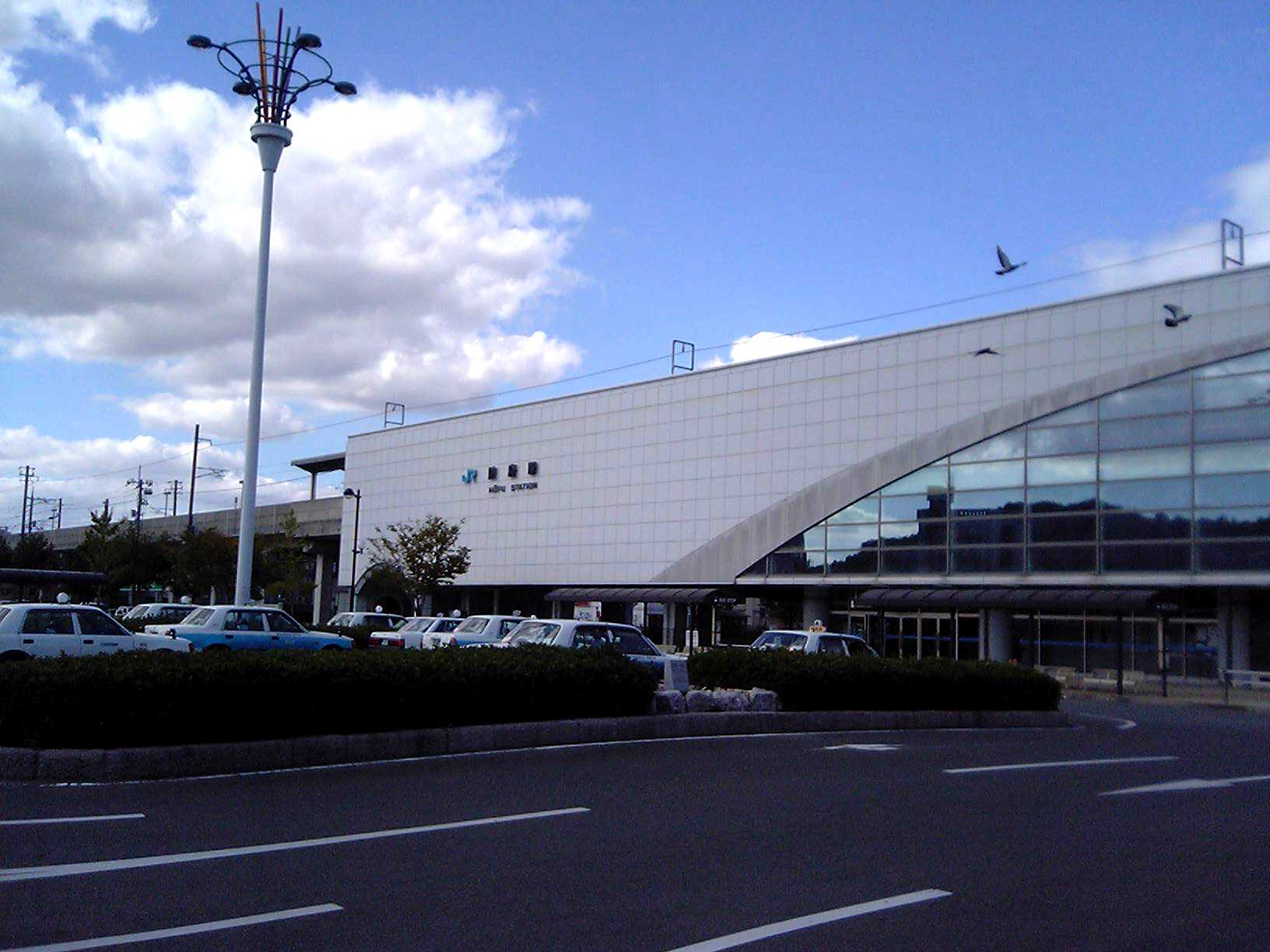
防府駅みなとぐち

  - 山陽本線：富海駅 - 防府駅 - 大道駅
- 中心駅：防府駅
かつては三田尻駅とよばれ小郡（現・新山口）駅に移転するまでは機関区が設置されていた。また鉄道唱歌にも歌われている。防府駅と堀（山口市徳地）との間に防石鉄道があったが、現在は廃止されている。鉄道高架化以前は市内臨海部の工場に向けての引き込み線があった。
山陽新幹線の岡山以西区間の開業以前は優等列車の発着が多かったが、市内に新幹線の駅は設置されなかった。このため同市における新幹線の最寄り駅は徳山駅あるいは新山口駅となる。

### バス
- 高速バス - 以下の路線が防府市内を発着・経由する。すべて防長交通による運行。

| 愛称名                   | 運行区間                                                                              |
| ------------------------ | ------------------------------------------------------------------------------------- |
| 萩エクスプレス           | 東京（東京駅・霞が関） - 防府駅前 ※夜行                                               |
| 福岡・防府・周南ライナー | 福岡市（博多BT） - 千日町・防府駅前・西国衙・牟礼                                     |
| （愛称名なし）           | 広島市（広島BCほか） - 周南市（徳山駅前ほか） - 末田・牟礼・西国衙・防府駅前 - 山口市 |

- 路線バス
  - 防長交通 - 防府駅を中心に市内各地へのバス路線があるほか、周南市と防府市を結ぶ路線、山口市旧小郡町・旧徳地町・旧秋穂町域と防府市を結ぶ路線がある。概ね1 - 2時間に1本の運行で終発も遅くて19時台と十万都市にしては少なめとなっている。
    - 防府市内
    - 防府駅前 - 国衙 - 富海 - 新南陽駅前 - 徳山駅前
    - 防府駅前 - 和字 - 久兼・堀（山口市旧徳地町）
    - 防府駅前 - 中山 - 堀
    - 防府駅前 - 秋穂
    - 防府駅前 - 新山口駅 - 小郡第一病院

  - JRバス中国（防長線） - 山口市中心部と防府市を結ぶ。
    - 防府駅前 - 総合医療センター前 - 八反田 - ゆめタウン山口 - 山口駅 - 県庁前 - 湯田温泉通 - 中尾口・山口大学

### 道路

#### 高速道路
新幹線駅が無いため高速道路の利用者は多い。
- 山陽自動車道
  - 富海パーキングエリア - 防府東インターチェンジ - 防府西インターチェンジ - 佐波川サービスエリア

#### 一般国道
- 国道2号
- 国道262号

#### 主要地方道
- 山口県道21号山口防府線
- 山口県道24号防府徳地線
- 山口県道25号宇部防府線
- 山口県道27号山口徳山線
- 山口県道54号防府停車場線
- 山口県道58号防府環状線

### 港湾
- 三田尻中関港（重要港湾）
マツダ防府工場で生産された自動車の輸出および移出が中心。輸入より輸出が多いのが特徴。完成自動車の輸出では全国上位港である。近年ではコンテナ扱いも増えている。2008年度の輸出入貿易額は、総額8029億円となっており、空港を含む全国の148港中、18位に位置する。また三田尻港より野島行きの定期船が運航している。

## マスメディア
山口県内の県域放送のテレビ放送・FM放送の送信所はすべて防府市牟礼の大平山送信所（大平山）にある。ただし、ぷらざFMの送信アンテナは向島の錦山山頂（旧NTT錦無線中継所内）。また、NHK山口放送局のAM送信所も防府市西浦にある。
- ぷらざFM（FMわっしょい、コミュニティFM）
- 山口新聞防府支局
- ほうふ日報
- 防日新聞
- 山口経済レポート

## 名所・旧跡・観光スポット・祭事・催事

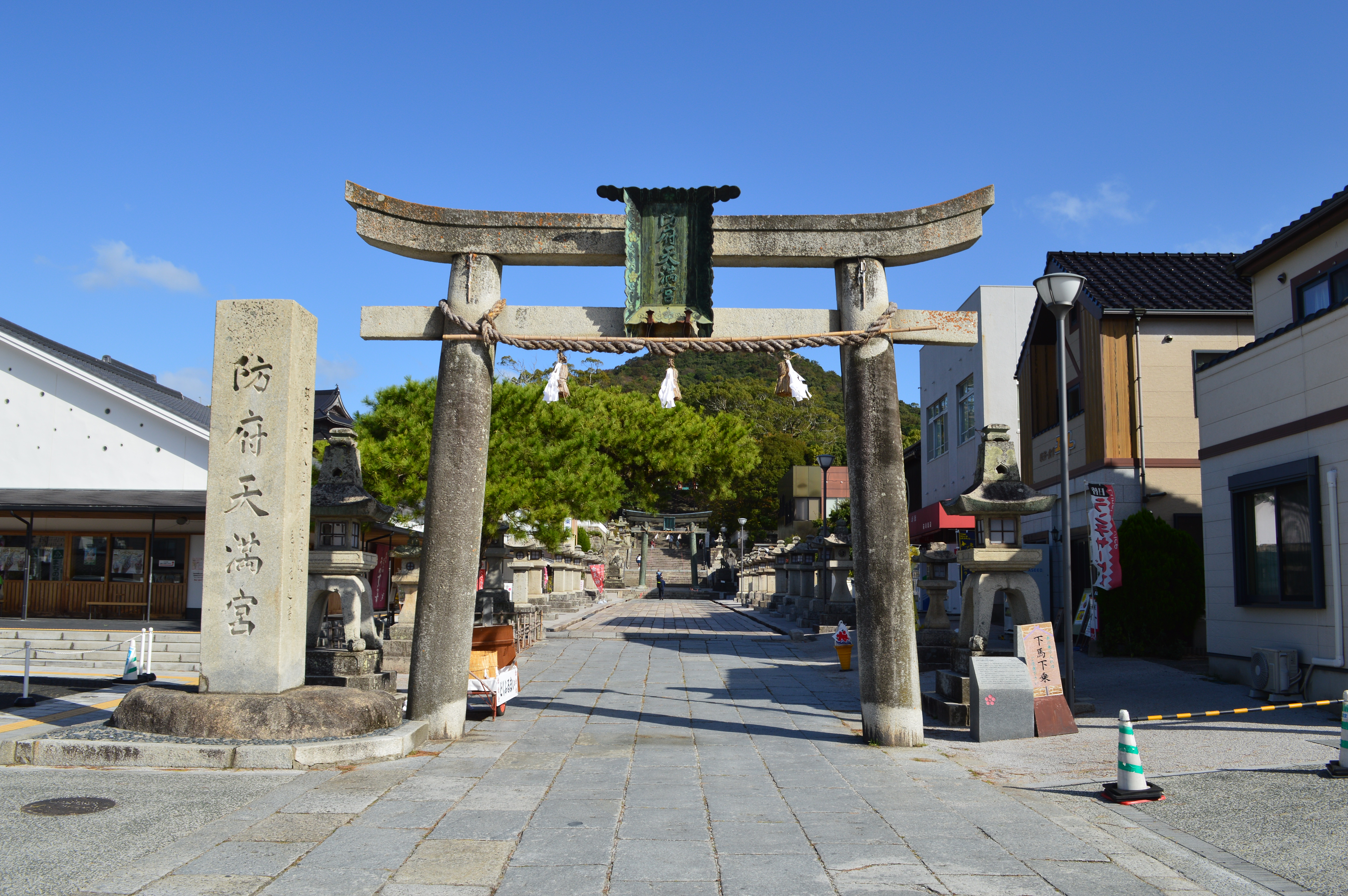
防府天満宮

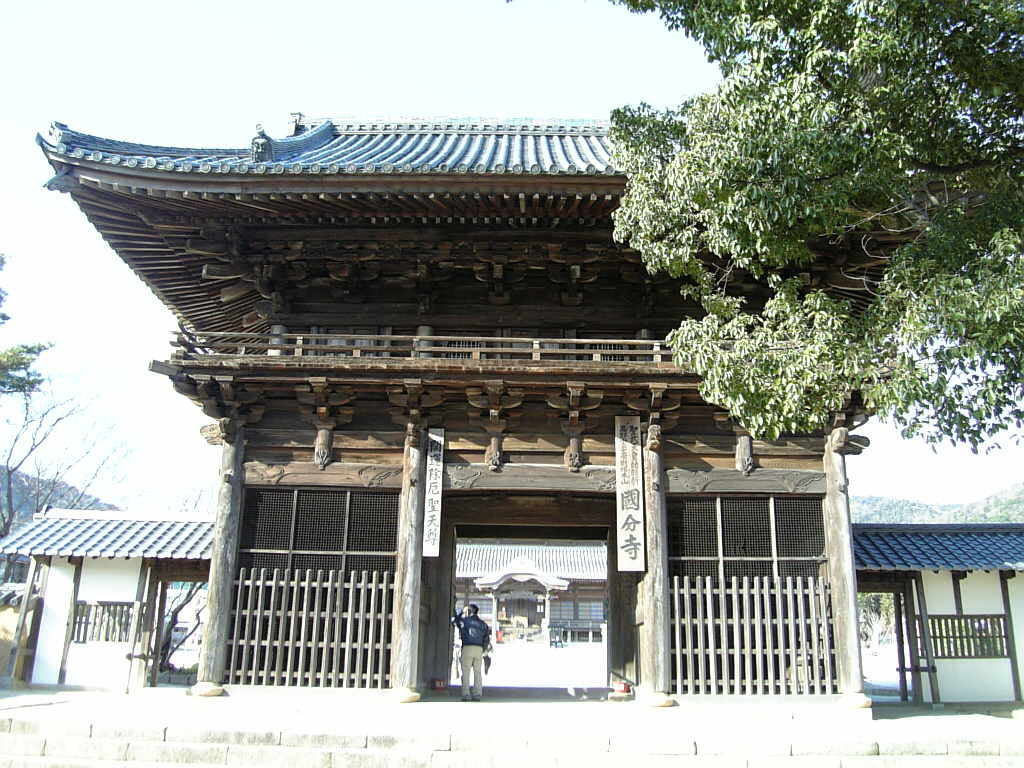
周防国分寺

防府市内に歴史・旧跡は多いものの知名度の低さが問題点となっている。
神社・仏閣
- 防府天満宮（日本三天神の1つ）
- 周防国分寺
- 玉祖神社（周防国一の宮）
- 佐波神社
- 多々良大仏
- 阿弥陀寺（東大寺別院）
- 春日神社
- 宇佐八幡宮
- 大楽寺
- 護国寺（種田山頭火の墓所で墓や句牌がある）
- 正福寺

名所・旧跡
- 周防国衙跡（国史跡）
- 防府天満宮宝物館
- 宮市兄部家本陣跡
- 毛利邸（毛利博物館）
- 三田尻御茶屋跡（国指定史跡萩往還関連史跡）
- 三田尻御舟倉跡（国指定史跡萩往還関連史跡）
- 種田山頭火 生家跡
- 向島タヌキ生息地
- 防府市まちの駅 うめてらす
- 山頭火ふるさと館
- 住吉神社石造灯台（国指定史跡萩往還関連史跡）
- 大日古墳（国史跡）
- 車塚古墳
- 岩畠古墳

公園
- 大平山（大平山山頂公園）
- 大平山ロープウェイ (2014年休止、2015年廃止)
- 桑山公園（桜）
- 天神山公園（梅）
- 三田尻塩田記念産業公園
- 月の桂の庭
- 毛利氏庭園

社会文化・スポーツ施設
- 防府市公会堂
- 防府市立防府図書館
- 防府市地域交流センター（アスピラート）
- 防府市サイクリングターミナル
- 防府市青少年科学館ソラール
- 防府市文化財郷土資料館
- 防府競輪場
- 防府市スポーツセンター（キリンレモンスタジアム）
  - 防府市スポーツセンター野球場
  - 防府市スポーツセンター体育館（ソルトアリーナ防府）

祭事・催事
- 玉祖神社関連 - 占手神事、玉の祭など
- 防府天満宮関連 - 防府天満宮御神幸祭（裸坊祭）、 御誕辰祭万灯、牛替神事など
- 春の幸せますフェスタ　おんなみこし連合渡御　2018年4月29日には「最大の連続した神輿パレード」でギネス世界記録に挑戦し、100基の神輿パレードで世界記録を獲得している。
- 腰輪踊り（宇佐八幡宮）
- 塩田まつり - 毎年10月に塩田記念公園で行われている祭事
- 御誕辰祭花火大会（天神山） - 毎年8月5日に開催されている。
- 防府読売マラソン（市街地） - 毎年12月に開催、日本陸連の公認レース。
- 三田尻の女尻相撲大会（老松神社）
- 防府航空祭（航空自衛隊防府北基地）
- 笑い講（大道・小俣地区に伝わる神事）
- つつじ祭り（大平山）
- 観月会（大平山）
- 秋の公園祭り（大平山）
- 大寒みそぎ（春日神社）
- 愛情防府フリーマーケット（防府市中心商店街）毎年10月に開催されている

文化財
- 国宝 5件
  - 紙本墨画淡彩四季山水図 雪舟筆（毛利博物館）
  - 鉄宝塔（水晶五輪塔共）（阿弥陀寺）
  - 菊造腰刀 刀身無銘 伝・当麻（毛利博物館）
  - 古今和歌集 巻第八（高野切本）（毛利博物館）
  - 史記 呂后本紀第九（毛利博物館）

- 国宝以外の国指定文化財 49件  
  - 重要文化財 37件
  - 史跡 5件
  - 名勝 1件
  - 天然記念物 3件
  - 重要有形民俗文化財 3件

- 山口県指定文化財 29件
  - 天然記念物「防府市向島の寒桜（蓬莱桜）」等

- 防府市指定文化財 57件

- 国・県・市指定文化財の総数 142件（2016年3月現在 市教育委員会文化財保護課調べ）

## 防府市を舞台とした作品
「昭和の芭蕉」と呼ばれた種田山頭火の生誕地である。また、「ズッコケ三人組」の作者として知られる那須正幹は晩年防府に在住していた。

### 映画
- 喜劇 だましの仁義 - （1974年、東宝）
- ほたるの星　(2003年、角川映画) - 防府市立華浦小学校教諭による実話。ただし、防府市内での撮影は行われていない。

### 小説
- 機関車先生 - 伊集院静原作の小説。野島が作品の舞台「葉名島」のモデルとなっている。
- ガンパレード・マーチ 山口防衛戦 - 著:榊涼介　2007年に電撃ゲーム文庫から発売されたライトノベル。

### アニメーション
- マイマイ新子と千年の魔法 - 2009年に公開されたアニメ映画。髙樹のぶ子原作の自伝的小説「マイマイ新子」は防府市国衙を舞台としている。

### 音楽
- 17才 - 沖縄県出身歌手・南沙織のレコード・デビュー曲（1971年）。富海が舞台とされている[18]。

## 防府市出身の著名人

### 政治
- 上山満之進（戦前の官僚、政治家、熊本県知事、台湾総督）
- 光妙寺三郎（戦前の衆議院議員、大審院検事、俳優東屋三郎の父）
- 吉井光照（元衆議院議員・公明党）
- 今川正彦（元京都市長、元建設官僚）

### 経済
- 柏木幸助（日本初のガラス製体温計を製造）
- 町田治之（元ソニー・ピクチャーズ エンタテインメント社長、元緑資源機構理事長）
- tororo（CIRCUS代表取締役会長）
- 宮坂学（元ヤフー株式会社代表取締役社長、東京都副知事）
- 和田紀夫（第5代日本電信電話(NTT)代表取締役社長。現、同社相談役）
- 宮本倫明（有限会社Landa Associates、総合プロデューサー）

### 文化
- 種田山頭火（俳人）
- 山県周南（儒学者、漢詩人）
- 有馬三恵子（作詞家）南沙織のデビュー曲「17才」作詞
- 伊集院静（作家）
- メイ牛山（美容家）
- 岩見隆夫（元毎日新聞論説委員）
- 上田敏雄（詩人）
- 小田海僊（画家）
- 髙樹のぶ子（作家）
- 光田健輔（医師）、防府市名誉市民[19]
- 宮岡寛（ゲームクリエイター）
- 山本貴嗣（漫画家）
- 岡野泰也（キーボーディスト、作曲家）
- 武光誠（歴史学者、明治学院大学教授
- 貞光紳也（アニメ演出家、監督）
- 鈴木淳（作曲家）
- 関誠一郎（音楽家）
- 平井文夫（フジテレビ報道局解説副委員長）
- 安田悠基（作曲家・編曲家）
- 悠木圭子（作詞家、元女優。女優名は藤田佳子）
- 桑原司（社会学者、文学博士、専攻はシンボリック相互作用論）埼玉県生まれ、本籍地は山口県防府市
- 桑原誠（化学者、工学者。専門は無機材料科学（電子セラミックス））
- 羽仁吉一（ジャーナリスト、教育者）
- 畑谷友幸（写真家）
- りおた（イラストレーター）

### 芸能
- 春風亭正朝（落語家）
- 前田吟（俳優）
- 安元洋貴（声優）
- 織江珠生（声優）
- 山崎まさよし（シンガーソングライター、俳優） 滋賀県草津市生まれ、小学校～高校卒業まで在住
- 鈴々舎馬るこ（落語家）

### 放送
- 山根基世（元NHKアナウンス室長）
- 原田かおり (フリーアナウンサー)
- 藤本景子（関西テレビ放送アナウンサー）
- 藤本晶子（東海テレビ放送アナウンサー、藤本景子の妹）
- 高松綾香 (フリーアナウンサー)

### スポーツ
- 伊藤健太郎 (陸上選手)
- 高島由香（陸上選手）[20][21]
- 岩本輝（プロ野球選手・オリックス・バファローズ、元阪神タイガース）
- 河村聖子（元バレーボール選手）
- 高木豊（元プロ野球選手、野球解説者）
- 高木理江（バレーボール選手）
- 徳富斌（バレーボール選手）
- 御園生崇男（プロ野球選手）
- 宮内 洋（元プロ野球選手）
- 田中忠治（元プロレス選手）
- 吉田幸生（元サッカー選手）
- 西本和美（元プロ野球選手）
- 木本奈美（柔道家）
- 宇多村典明（社会人野球選手）

## スポーツチーム
- 山口防府ベースボールクラブ - 社会人野球のクラブチーム。
- 協和発酵硬式野球部 - 社会人野球の企業チーム。2002年に解散。

## コード
市外局番は、以下のとおりとなっている。
- 防府MA（市外局番0835、市内局番20 - 39、50 - 69、80 - 99） - 市内全域（山口市徳地と同一MA）
  - なお、防府市（山口県中部）の天気予報は0835-177（防府MA）である。

郵便番号は、以下のとおりとなっている。
- 防府郵便局：747-00xx、747-08xx、747-85xx、747-86xx、747-87xx、747-01xx、747-11xx、747-12xx